# Eckenfels
Das Naturschutzgebiet Eckenfels liegt auf dem Gebiet der Stadt Oppenau im Ortenaukreis in Baden-Württemberg. 
Das Gebiet erstreckt sich nordöstlich von Lierbach, einem Stadtteil von Oppenau. Westlich des Gebietes fließt der Lierbach, nördlich der Rotenbach und südlich der Eichelbach – beide Zuflüsse des Lierbaches. Westlich verläuft die Kreisstraße K 5370 und südlich die  Landesstraße L 92.

## Bedeutung
Das 32,1 ha große Gebiet steht seit dem 4. März 1997 unter der Kenn-Nummer 3.232 unter Naturschutz. Es handelt sich um ein „für den Naturraum einzigartiges Felsmassiv mit Blockschutthalden und umgebende naturnahe Wälder, als Gebiet mit Beispielen für eine besondere historische Waldnutzung (ehemalige Eichenschälwälder) und eine bäuerliche, naturnahe Waldwirtschaft (Femelwald).“ Es ist ein Lebensraum für eine Vielzahl gefährdeter, zum Teil vom Aussterben bedrohter Tier- und Pflanzenarten.